# ミック・ジョーンズ (フォリナー)
ミック・ジョーンズ（Mick Jones、1944年12月27日 - ）は、イギリスのギタリストであり、アメリカで結成されたフォリナーの創設メンバーである。本名マイケル・レスリー・ジョーンズ。
同じイギリスのギタリスト、ザ・クラッシュのミック・ジョーンズとは別人（本名のミドルネームが異なる）。

## 来歴
ハンプシャー出身。1963年頃、ネロ・アンド・ザ・グラディエーターズというバンドのメンバーとしてプロの音楽家としてのキャリアを開始。ネロ・アンド・ザ・グラディエーターズの解散後、ジョーンズはフランスに活動の拠点を移し、シルヴィ・ヴァルタンやフランソワーズ・アルディ等と共演した。
フランスから帰国後の1970年、元スプーキー・トゥースのゲイリー・ライトと共に、Wonderwheelを結成。1972年には、ピーター・フランプトンと共演。スプーキー・トゥースが、1973年に活動を再開すると、ミックも同バンドに加入し、3枚のアルバムに参加。演奏のみならず、プロデュース面でも重要な役割を果たし、また、一部楽曲のソングライティングにも関与した。この頃、ジョージ・ハリスン『ダーク・ホース』（1974年）収録曲「ディン・ドン」のレコーディングにも、ゲイリー・ライトと共に参加。
スプーキー・トゥース解散後、ミックはアメリカに渡り、1976年にルー・グラムやイアン・マクドナルド等と共にフォリナーを結成。同時期にレスリー・ウェスト（元マウンテン）のアルバム『The Leslie West Band』（1976年）にも参加。1977年には、フォリナーとしてのファースト・アルバム『栄光の旅立ち』を発表し、全米4位になり、以後も多くのヒット曲を発表。1970年代末期以降、フォリナーはメンバー・チェンジが相次ぐが、ミックはフォリナーの看板を守り続ける。また、1980年代中期以降、他アーティストの作品に音楽プロデューサーとして関わる。
1989年、初のソロ・アルバム『ミック・ジョーンズ』発表。同作は、カーリー・サイモンやビリー・ジョエル、ジョー・リン・ターナー、イアン・ハンターなど、多彩なゲストを迎えて制作された。また、エリック・クラプトンのヒット曲「バッド・ラヴ」（1989年のアルバム『ジャーニーマン』収録）は、エリックとミックの共作。

## ディスコグラフィ

### ソロ・アルバム
- 『ミック・ジョーンズ』 - Mick Jones (1989年)

### スプーキー・トゥース
- 『ユー・ブローク・マイ・ハート・ソー・アイ・バステッド・ユア・ジョウ』 - You Broke My Heart So...I Busted Your Jaw (1973年)
- 『ウィットネス』 - Witness (1973年)
- 『ザ・ミラー』 - The Mirror (1974年)

### プロデュース作品
- ヴァン・ヘイレン : 『5150』 - 5150 (1986年)
- バッド・カンパニー : 『フェイム・アンド・フォーチュン』 - Fame and Fortune (1986年) ※エグゼクティヴ・プロデューサーとして関与
- ビリー・ジョエル : 『ストーム・フロント』 - Storm Front (1989年)
- ティナ・アリーナ : 『イン・ディープ』 - In Deep (1997年)